# سانفورد إم. جاكوبي
سانفورد إم. جاكوبي (بالإنجليزية: Sanford M. Jacoby) هو اقتصادي أمريكي، ولد في 1953.